# Лукьянов, Сергей Павлович
Сергей Павлович Лукьянов (род. 27 апреля 1956, Ленинград) — советский и российский легкоатлет. Разносторонний спортсмен, пешеход-экстремал. Кругосветчик, совершивший пеший переход вокруг света за 2 года. Энтузиаст и популяризатор ходьбы на сверхдлинные дистанции. Мастер спорта СССР, 2-х кратный чемпион Ленинграда в ходьбе на 50 километров (1983) (1985).

## Карьера
Лёгкой атлетикой начал заниматься в 1965 году в ДЮСШ «Орленок» в группе прыгунов в высоту. В 1969 году перешёл в Невскую ДЮСШ к тренеру Матей Людвигу Адальбертовичу. Именно в его группе, он стал заниматься спортивной ходьбой. В 1980 году, впервые выполнил норматив МС в 50 км с/х. Он прошёл эту дистанцию 4:12.43 на чемпионате Ленинграда. Всего стартовал на различных легкоатлетических дистанциях чемпионатов и первенств Ленинграда более 160 раз. За 50 лет занятий спортом, участвовал более чем в 1350 соревнованиях в различных видах спорта.
Участвовал во многих соревнований по длительному бегу и ходьбе. В традиционных соревнованиях Пушкин -Ленинград на 30 км участвовал — 37 раз. В марафоне «Белые Ночи» — 17 раз, преодолевая дистанцию спортивной ходьбой.

## Личные рекорды и достижения
- 100 км с/х — 9:06.15
- 100 000 м с/х (стадион) — 9:23.10,0
- сутки 24 ч. с/х — 207 км
- 28 ч. с/х — 217 км

В суточной ходьбе (24 часа) он принял участие 53 раза. Личный рекорд 207 км (1989). Участник прохода Москва — Спб (1988) за 6 дней и 6 часов — 700 км. Ленинград-Выборг 200 км — 6 раз. Вокруг озера Ильмень 250 км — 12 раз. Вокруг Ладожского озера 1300 км — 16 дней. По Финляндии в 2008 году — 700 км за 10 дней. Вокруг Мраморного моря 800 км — 12 дней без сопровождения в 2009 году. Вокруг Азовского моря 2010 год — 1400 км — 21 день. Вокруг острова Сицилия 2011 год — 1000 км — 14 дней. Европейский поход 2013—2500 км — 50 дней. Европейский поход 2014 — 3000 км 57 дней 2 часа 30 минут.